# Manoir du Puech Bertou
Le manoir du Puech Bertou un ancien manoir situé à Navès, dans le Tarn, en région Occitanie (France).

## Historique
Le manoir du Puech Bertou daterait dans ces parties anciennes du XIVe siècle, ce qui est conforté par l'épaisseur impressionnante de ces murs qui peut indiquer qu'il a été bâti à une époque où les châteaux avait encore un rôle défensif. On peut donc imaginer qu'il date d'avant la Renaissance, époque où il servait sûrement de maison forte.
Entre le XVIIe et le XVIIIe siècle, il appartient à la famille de Falc, famille qui a donné un certain nombre de militaires et de magistrats. Le domaine entourant le manoir comprenait de nombreuses terres, dont le lieu-dit de Blima. Après la Révolution française, il devient possession du petit séminaire de Castres, avant d'être racheté en 1840 par la famille Dougados-Calhire.
Le manoir du Puech Bertou présente une massive tour circulaire qui abrite un magnifique escalier à vis.